# بطولة آسيان لكرة القدم 2000
بطولة آسيان لكرة القدم 2000 هو الموسم 3 من  بطولة اتحاد آسيان لكرة القدم. كان عدد الأندية المشاركة فيه  9، وفاز فيه منتخب تايلاند لكرة القدم.